# Кунардо
Кунардо (итал. Cunardo) је насеље у Италији у округу Варезе, региону Ломбардија.
Према процени из 2011. у насељу је живело 2651 становника. Насеље се налази на надморској висини од 437 м.

## Становништво
| 1936. | 1951. | 1961. | 1971. | 1981. | 1991. | 2001. | 2011. |
| ----- | ----- | ----- | ----- | ----- | ----- | ----- | ----- |
| 1.186 | 1.310 | 1.547 | 2.001 | 2.135 | 2.381 | 2.549 | 2.887 |